# Shining Star-☆-LOVE Letter
「Shining Star-☆-LOVE Letter」（シャイニング・スター ラブ・レター）は、井口裕香の楽曲。自身のメジャーソロデビューシングルとして2013年2月6日にワーナー・ホーム・ビデオから発売された。

## 概要
2006年にインディーズで「白い地図」をリリースしているが、メジャーでは初のシングルリリースとなる。
本曲は、アニメーション映画『劇場版 とある魔術の禁書目録 -エンデュミオンの奇蹟-』のイメージソングに起用された。自身も参加したRO-KYU-BU!の「SHOOT!」と同じく作詞をKOTOKO、作曲・編曲をfripSide・八木沼悟志（以下、sat）が手掛けている。『とある魔術の禁書目録』の世界観に女の子の淡い恋心を織り交ぜた曲。
井口はレコーディングの際に声優としての声とは違う地声で歌うことにあまり慣れておらず、そのことをsatに相談したところ、satはAメロとBメロに分けて収録を行うよう取り計らったが、この手法では楽曲の持つ世界観にそぐわなくなり辟易してしまった。そのため、全曲通した方が良いという井口のマネージャーによるアドバイスのもと、以降の収録はスムーズに進んだという。なおレコーディング開始当初はKOTOKOの仮歌を意識するあまり、彼女の語尾をそのまま反映させていたという。今まではキャラクターソングを担当することの多い井口だったが、本作は彼女の等身大の気持ちを前面に押し出している。また、PVの撮影監督は、「SHOOT!」と同一だったこともあり、現場は温かみがあったという。
シングルは初回限定盤・通常盤・アニメ盤の3種リリースで、初回限定盤には本曲のPV・メイキング・TVスポットを収めたDVD、アニメ盤には『エンデュミオンの奇蹟』のPVと本曲のメイキング・TVスポットを収めたDVDが同梱されている。初回限定盤・通常盤のカップリング曲「Miracle 〜song for you〜」は、R&Bを意識した大人らしいかっこいい曲で、全曲中で制作に最も時間を要した。アニメ盤のカップリング曲「RAIN」は、「Miracle 〜song for you〜」同様、R&Bを意識した大人らしいかっこいい曲に仕上がっている。

## 収録曲

### 初回限定盤・通常盤
- 規格品番：1000372890（初回限定盤）、1000372891（通常盤）
- 合計時間：20分11秒[1]

CD
1. Shining Star-☆-LOVE Letter [5:02][1]
  - 作詞：KOTOKO、作曲・編曲：八木沼悟志
  - アニメーション映画『劇場版 とある魔術の禁書目録 -エンデュミオンの奇蹟-』イメージソング
2. Miracle 〜song for you〜 [5:03][1]
  - 作詞：YUKAKO、作曲・編曲：KOHEI
3. Shining Star-☆-LOVE Letter（Instrumental）
4. Miracle 〜song for you〜（Instrumental）

DVD（初回限定盤のみ）
1. Shining Star-☆-LOVE Letter MUSIC Video
2. Shining Star-☆-LOVE Letter MV Making film
3. Shining Star-☆-LOVE Letter TV-SPOT

### アニメ盤
- 規格品番：1000379577
- 合計時間：19分53秒[12]

CD
1. Shining Star-☆-LOVE Letter [5:02][12]
2. RAIN [4:55][12]
  - 作詞：YUKAKO、作曲・編曲：KOHEI
3. Shining Star-☆-LOVE Letter（Instrumental）
4. RAIN（Instrumental）

DVD
1. 劇場版「とある魔術の禁書目録 -エンデュミオンの奇蹟-」 PV
2. Shining Star-☆-LOVE Letter CD Making film
3. Shining Star-☆-LOVE Letter TV-SPOT